# Prinz-Albert-Nationalpark
Der am 24. März 1927 eingerichtete Prinz-Albert-Nationalpark (englisch Prince Albert National Park, französisch Parc national de Prince Albert) ist ein kanadischer Nationalpark im Zentrum der kanadischen Provinz Saskatchewan. Bei dem Park handelt es sich um ein Schutzgebiet der IUCN-Kategorie II (Nationalpark), welcher von Parks Canada, einer Crown Agency (Bundesbehörde), verwaltet wird.
Er hat eine Fläche von 3874 km² und liegt in der Mitte der Provinz (die nächste Stadt ist Prince Albert, Saskatoon und befindet sich 200 km südlich). Der Park hat Höhenlagen von 488 Metern im Westen bis 724 Metern im Osten und umfasst viele Waldgebiete, einige Präriegebiete sowie zahlreiche Seen, ein Fünftel des Parks ist mit Wasser bedeckt. Es gibt hier etwa 1500 fließende und stehende Gewässer mit 23 Fischarten.
Bekannt ist der Park für seine, im Jahr 2021 rund 120 Tiere umfassende, Sturgeon River-Herde von Prärie-Bisons. Die Herde geht zurück auf einen Teil einer Gruppe von 50 Tieren, welche im Jahr 1969 aus der Herde im Elk Island National Park im Zentrum von Saskatchewan ausgewildert wurde. Bis Mitte/Ende der 2000er Jahre war der Teil der Gruppe von etwa 15 Tieren, die hierher gewandert war, zu einer Herde mit rund 450 Tieren angewachsen. Bedingt durch Entnahmen aus der Herde, Raubtiere, natürliche Verluste und den Ausbruch einer Milzbrand-Epidemie im Jahr 2008 sank die Anzahl der Tiere erheblich. Seit Anfang der 2020er Jahre wird jedoch wieder ein langsames Wachstum der Herde beobachtet.
Am Ajawaan Lake befindet sich ein kleines Museum für Grey Owl. Der Park ist ganzjährig geöffnet.
Der Prinz-Albert-Nationalpark war bis zur Eröffnung des Grasslands-Nationalparks der einzige Nationalpark in der Provinz Saskatchewan.